# Jerry Bird
Jerry Bird (ur. 2 lutego 1935 w Corbin, zm. 16 lipca 2017 tamże) – amerykański koszykarz.

## Kariera sportowa
W latach 1953–1956 grał w Kentucky Wildcats, przez ten czas wystąpił w 52 meczach, w których zdobył łącznie 699 punktów. Grał następnie kolejno w Minneapolis Lakers i New York Knicks.
Podczas swojej kariery wystąpił w 11 meczach w ramach NBA.